# Cordovilla la Real
Cordovilla la Real – gmina w Hiszpanii, w prowincji Palencia, w Kastylii i León, o powierzchni 38,81 km². W 2011 roku gmina liczyła 127 mieszkańców.